# Маринюк Віктор Васильович
Ві́ктор Васи́льович Мариню́к (нар. 10 квітня 1939, Казавчин, нині Гайворонський район Кіровоградська область) — український художник у галузі монументально-декоративного мистецтва. Член Національної спілки художників України з 1987 року (Одеська обласна організація). Один з яскравих представників андеграунду, що своїм новаторством протистояв офіційному мистецтву соцреалізму. Заслужений художник України (2008).

## Життєпис
1959 року закінчив автодорожній технікум. Вступив до Одеського державного художнього училища імені Митрофана Грекова, 1967 року закінчив його. Педагог із фаху — Любов Токарєва-Александрович.
Один із засновників групи молодих художників-нонконформістів, до якої також увійшли Олександр Ануфрієв, Володимир Стрельніков, Валерій Басанець. 1971 року відбулася їх неофіційна групова виставка в приміщенні Спілки художників, яка мала широкий резонанс у художніх колах Одеси.
В 1975—1980 роках брав участь та організовував багато неофіційних «квартирних» виставок в Одесі й Москві.
1979 року брав участь у виставці «Сучасне мистецтво з України» — Мюнхен — Лондон — Париж — Нью-Йорк.
1989 року брав участь у груповій виставці у Баварському державному міністерстві праці (Мюнхен).
У 1990-х роках здійснював активну виставкову діяльність, брав участь і формував експозиції трьох міжнародних бієнале «Імпреза» (Івано-Франківськ), був членом журі.
Його твори:
- 1973 — «Метафізичний пейзаж»,
- 1980 — «Багаточастинник»,
- 1981 — «Люди, звірі»,
- 1985 — розписи «Просвіта» і «Знання» в Будинку книги в Одесі,
- 1987 — розпис плафона «Свято» та вітражі в Палаці студентів Одеси.

Ідеолог та учасник груп «Човен» — 1993, «Мамай» — 1998.
10 жовтня 2008 року за значний особистий внесок у розвиток національного образотворчого мистецтва, вагомі досягнення у професійній діяльності та з нагоди 70-річчя від дня заснування Національної спілки художників України Вікторові Маринюку надано звання «Заслужений художник України» .

## Колекції
Музейні колекції
- Художній музей Зіммерлі в Університеті Ратгерса (Нью-Джерсі, США)

- Національний художній музей України (Київ, Україна)

- Музей сучасного мистецтва України (Київ, Україна)
- Одеський художній музей (Одеса, Україна)
- Одеський літературний музей (Одеса, Україна)
- Музей сучасного мистецтва Одеси (Одеса, Україна)
- Музей Сучасного Українського Мистецтва Корсаків (Луцьк, Україна)